# عبدالرحمن شیرازی
ابوالفرج عبدالرحمن بن نصرالله بن عبدالله شیرازی، پزشک مسلمان ایرانی بود که در حدود ۱۱۷۰میلادی، در حلب اقامت گزید.
آثار مهم او عبارتند از:
- الایضاح فی أسرار علم النکاح: که بیشتر از افزاینده‌ها و کاهنده‌های قوهٴ باه و سایر موضوع‌های جنسی دارای جنبهٴ پزشکی بحث می‌کند.
- روضةالقلوب و نزهةالمحبوب: که باز کتاب طبی دیگری دربارهٴ مسائل جنسی است.
- خلاصةالکلام فی تأویل الأٴحلام: در باب خوابگزاری.